# Отель Рош-Нуар (Моне)
«Отель Рош-Нуар» (фр. Hôtel des Roches Noires) — картина французского художника Клода Моне, написанная им в 1870 году в Трувиль-сюр-Мер, куда Моне отправился вместе со своей молодой женой Камиллой. На картине, написанной маслом на холсте, изображена терраса отеля Hôtel des Roches Noires, недавно построенного на берегу моря. 
В связи с этим полотном часто упоминают Марселя Пруста, однако общество, изображенное Моне, по крайней мере на одно поколение старше того, которое описывал Пруст, даже если верно то, что Hôtel des Roches Noires был одним из прототипов Grand Hôtel de Balbec.
В настоящее время работа хранится в музее Орсе в Париже.